# Alicia Oshlack
Alicia Yinema Kate Nungarai Oshlack (* 1975 Perth, Austrálie) je australská bioinformatička a vedoucí oddělení bioinformatiky na Murdoch Children's Research Institute v rámci Royal Children's Hospital v Melbourne. Zabývá se především výzkumem molekul RNA. Popsala roli exprese genu v lidské evoluci srovnáním lidí, šimpanzů, orangutanů a makaků rhesus.

## Vzdělání
V roce 1993 absolvovala Warrnambool College ve Warrnamboolu. V roce 1998 získala na University of Melbourne bakalářský titul z fyziky. Poté na University of Melbourne zůstala a v roce 2003 zde dokončila PhD z astrofyziky.

## Kariéra
Po studiích začala pracovat v laboratoři ve Walter and Eliza Hall Institute of Medical Research v oddělení bioinformatiky. V roce 2011 se stala vedoucí sekce bioinformatiky na Murdoch Children's Research Institute. V roce 2013 byla jmenována spolupředsednicí Genomics and Bioinformatics advisory group for The Melbourne Genomics Health Alliance.